# Alt går op i 6
Alt går op i 6 er det andet studiealbum fra den danske popduo Hej Matematik, der blev udgivet den 25. januar 2010 på Copenhagen Records. Den første single fra albummet er "Party i provinsen", som blev udgivet den 2. november 2009. Albummet debuterede på den danske album-hitliste som #5.

## Trackliste
Alt tekst skrevet af Søren Rasted, alt musik komponeret af Nicolaj og Søren Rasted, undtagen hvor noteret.
| #   | Titel               | Tekst                        | Musik                                        | Længde |
| --- | ------------------- | ---------------------------- | -------------------------------------------- | ------ |
| 1.  | "Legendebørn"       |                              |                                              | 3:32   |
| 2.  | "Weekend weekend"   | Nicolaj Rasted, Søren Rasted | Frederik Thaae, Nicolaj Rasted, Søren Rasted | 3:28   |
| 3.  | "Alt går op i 6"    |                              |                                              | 3:39   |
| 4.  | "Party i provinsen" |                              |                                              | 3:30   |
| 5.  | "Maskinerne"        |                              |                                              | 2:56   |
| 6.  | "Det si'r sig selv" | C.V. Jørgensen               | C.V. Jørgensen                               | 4:14   |
| 7.  | "Walk in the Park"  |                              |                                              | 4:16   |
| 8.  | "Skabt til dig"     |                              |                                              | 3:21   |
| 9.  | "Ud i det fri"      |                              |                                              | 2:59   |
| 10. | "Så ta'r vi toget"  |                              |                                              | 2:54   |
| 11. | "Energi"            |                              |                                              | 2:48   |
| 12. | "Lukketid"          |                              |                                              | 4:34   |

## Personel
- Sang 3, 6, 9: Trommer – Peter Düring
- Sang 1, 3: Keyboards – Mads Storm
- Sang 1, 2, 3, 6, 9: Guitar – Nikolaj Teinvig
- Sang 1, 6, 7, 10, 12: Bas – Nicholas Findsen
- Synthesizer, piano – Nicolaj Rasted og Søren Rasted
- Mundharmonika, harmonika – Søren Rasted
- Sang 1 til 11: Lead vokaler – Søren Rasted
- Sang 12: Lead vokaler – Nicolaj Rasted